# Martha Dodd
Martha Eccles Dodd (* 8. Oktober 1908 in Ashland, Virginia; † 10. August 1990 in Prag) war eine US-amerikanische Schriftstellerin.

## Leben
Martha Dodd war die Tochter des amerikanischen Historikers und Politikers William Edward Dodd und dessen Frau Martha Johns. 1931 heiratete sie in Chicago den New Yorker Bankier George Bassett Roberts (1894–1996). Roberts war Vizepräsident der National City Bank und Schatzmeister des National Bureau of Economic Research. Erst im November 1933 wurde die Eheschließung durch die Presse öffentlich bekannt; 1934 wurde sie geschieden. 
Ihr Vater, der als einer der besten amerikanischen Deutschlandkenner galt, wurde im Juli 1933 vom neugewählten US-Präsident Franklin Delano Roosevelt zum amerikanischen Botschafter für das Deutsche Reich ernannt. Martha begleitete ihre Eltern nach Berlin.
In Berlin lebte Dodd in den folgenden Jahren fünf Jahre zusammen mit ihren Eltern und ihrem jüngeren Bruder William Edward Dodd Jr. in der Residenz des US-Botschafters in der Bendlerstraße. Während ihrer Berliner Zeit hatte Dodd Gelegenheit, die Verhältnisse im Deutschland der ersten Hitler-Jahre aus der Nähe, zugleich aber auch von der Warte einer Außenstehenden zu beobachten. Nach ihrer Rückkehr in die USA schrieb sie mehrere Bücher mit Erlebnissen und Eindrücken aus dieser Zeit.
Als Tochter des US-Botschafters wurde Dodd während ihrer Jahre in Berlin zu zahlreichen Empfängen und anderen Veranstaltungen des Diplomatischen Corps eingeladen. Dabei kam sie mit zahlreichen bedeutenden und bekannten Persönlichkeiten der deutschen Politik und der Berliner Gesellschaft in Kontakt. Unter anderem wurde sie auch den meisten führenden Männern des NS-Regimes wie Joseph Goebbels, Hermann Göring, Heinrich Himmler und Adolf Hitler selbst vorgestellt. Privat freundete sie sich vor allem mit Mildred Harnack, die zu dieser Zeit den Frauenclub an der amerikanischen Botschaft leitete, und mit dem Diplomaten Hans-Otto Meissner an. Ihr wurden zahlreiche Affären nachgesagt, so mit Rudolf Diels, dem ersten Chef der Gestapo, mit Ernst Udet, mit Hitlers Auslandspressechef Ernst Hanfstaengl und mit Boris Winogradow, dem Sekretär der sowjetischen Botschaft in Berlin. Die zuletzt genannte Beziehung ist die einzige, die als historisch gesichert gilt.
In den ersten Monaten in Berlin begegnete sie dem NS-Regime naiv, kritiklos und apolitisch. 
Die als Röhm-Putsch bekannt gewordene Mordwelle vom 30. Juni bis 2. Juli 1934 – in deren Zuge Hitler tatsächliche und vermeintliche Gegner in den eigenen Reihen umbringen ließ – ließ sie aufschrecken und veranlasste sie dazu, die nationalsozialistischen Machthaber fortan kritischer zu betrachten. Sie beobachtete die Verhältnisse in Berlin 1934 bis Ende 1937 mit wachsender intellektueller und politischer Reife und Klarsicht. Als sie 1939 ihre – also bereits vor Kriegsbeginn niedergeschriebenen – Erinnerungen an ihre Berliner Zeit veröffentlichte, waren ihre Kenntnisse der deutschen Machthaber so weit gediehen, dass sie sehr präzise die außenpolitischen Ziele voraussagte, die diese später umzusetzen versuchten: Die Eroberung großer Gebiete in Osteuropa sowie den Holocaust.
Nach ihrer Rückkehr in die Vereinigten Staaten im Dezember 1937 heiratete Dodd am 12. September 1938 in Round Hill, Virginia Alfred Kaufman Stern (1897–1986) aus Manhattan. Stern war Musikverleger und Vorsitzender des Citizens Housing and Planning Councils of New York. Er war bis 1936 mit Marion Rosenwald Ascoli verheiratet gewesen, einer Tochter des amerikanischen Modeschöpfers Julius Rosenwald, einem der Gründer der Sears Holdings Corporation. Durch Marions Erbe war Stern zum Millionär geworden. Aus der Ehe ging ein Sohn, Richard, hervor.
Nach dem Erscheinen ihrer Berlin-Erinnerungen 1939, die zu einem Bestseller wurden, galt Dodd als eine der überzeugtesten amerikanischen Antifaschisten. Bis zum Ende des Zweiten Weltkrieges tat sie sich durch ihre anti-nazistischen Betätigungen hervor. Im März 1941 gab sie die Erinnerungen ihres Vaters heraus, die das NS-Regime ebenfalls in ein negatives Licht rückten. Ihr wurde vorgeworfen, sie habe das Buch nicht sorgfältig editorisch bearbeitet. Im Buch seien die Namen deutscher Hitler-Gegner, zu denen ihr Vater Kontakt hielt; das habe diese gefährdet. 1944 gab sie den Roman Sowing the Wind – deutsch Die den Wind säen – heraus, in dem sie die Verstrickungen der Masse der Deutschen in das NS-Regime thematisierte.
In den frühen 1950er Jahren, während der Verfolgung kommunistischer Kader in den Vereinigten Staaten (McCarthy-Ära), gerieten Dodd und ihr Mann, die bis zum Höhepunkt des Kalten Krieges Spione des sowjetischen Geheimdienstes KGB waren, in Panik und gingen nach Mexiko ins Exil. Ab 1957 lebten sie in der Tschechoslowakei, wo Dodd 1990 starb.

## Schriften
- Through Embassy Eyes. Harcourt, Brace and Co., New York 1939. (Auf Deutsch als: Aus dem Fenster der Botschaft. Wahrheitsgetreue Schilderung eines Augenzeugen, Berlin 1946. [von der sowjetischen Militärverwaltung veröffentlichte gekürzte Version] und als: Meine Jahre in Deutschland 1933 bis 1937. Nice to meet you, Mr. Hitler. Frankfurt am Main 2005. [vollständige Version])
- Sowing the Wind. Harcourt, Brace and Co., New York 1945.
- Die den Wind säen. Roman, Berlin 1947 (Übersetzer: H. Hubalek; 2. Auflage Berlin/DDR 1959, Übersetzerin Ulla Hengst).
- The Searching Light. Citadel Press, New York 1955.
- Der Eid des John Minot. Berlin 1964.